# الميثاق الوطني للبيئة والتنمية المستدامة
الميثاق الوطني للبيئة والتنمية المستدامة هو إطار قانونيً مغربي يهدف إلى تعزيز حماية البيئة وتحقيق التنمية المستدامة في المغرب. تم إقراره عبر القانون الإطار رقم 99-12، الذي صدر بتنفيذه الظهير الشريف رقم 1.14.09 بتاريخ 6 مارس 2014.